# Mistrzostwa Europy w Lekkoatletyce 1946 – bieg na 200 m kobiet
Bieg na dystansie 200 metrów kobiet był jedną z konkurencji rozgrywanych podczas III Mistrzostw Europy w Oslo. Biegi eliminacyjne i półfinałowe zostały rozegrane 24 sierpnia, a bieg finałowy 25 sierpnia 1946 roku. Zwyciężczynią tej konkurencji została reprezentantka ZSRR Jewgienija Sieczenowa. W rywalizacji wzięło udział czternaście zawodniczek z ośmiu reprezentacji.

## Rekordy
| Rekord świata     | Stanisława Walasiewicz (POL) | 23,6 | Warszawa, Polska   | 04.08.1935 |
| Rekord Europy     | Stanisława Walasiewicz (POL) | 23,6 | Warszawa, Polska   | 04.08.1935 |
| Rekord mistrzostw | Stanisława Walasiewicz (POL) | 23,8 | Wiedeń, III Rzesza | 18.09.1938 |

## Wyniki

### Eliminacje
Bieg 1
| Miejsce | Zawodniczka            | Czas | Uwagi |
| ------- | ---------------------- | ---- | ----- |
| 1       | Léa Caurla             | 25,2 | Q     |
| 2       | Stanisława Walasiewicz | 25,4 | Q     |
| 3       | Winifred Jordan        | 25,7 | Q     |
| 4       | Věra Bémová            | 26,2 |       |
| 5       | Hilde Nissen           | 26,6 |       |

Bieg 2
| Miejsce | Zawodniczka      | Czas | Uwagi |
| ------- | ---------------- | ---- | ----- |
| 1       | Sylvia Cheeseman | 26,0 | Q     |
| 2       | Danuše Hiklová   | 27,1 | Q     |
| 3       | Solveig Toms     | 27,2 | Q     |

Bieg 3
| Miejsce | Zawodniczka         | Czas | Uwagi |
| ------- | ------------------- | ---- | ----- |
| 1       | Marit Hemsted       | 25,9 | Q     |
| 2       | Ann-Britt Leyman    | 27,3 | Q     |
| 3       | Jadwiga Słomczewska | 27,6 | Q     |

Bieg 4
| Miejsce | Zawodniczka           | Czas | Uwagi |
| ------- | --------------------- | ---- | ----- |
| 1       | Jewgienija Sieczenowa | 25,2 | Q     |
| 2       | Joyce Judd            | 26,3 | Q     |
| 3       | Mieczysława Moder     | 26,9 | Q     |

### Półfinały
Półfinał 1
| Miejsce | Zawodniczka         | Czas | Uwagi |
| ------- | ------------------- | ---- | ----- |
| 1       | Léa Caurla          | 25,5 | Q     |
| 2       | Winifred Jordan     | 25,5 | Q     |
| 3       | Sylvia Cheeseman    | 25,8 | Q     |
| 4       | Danuše Hiklová      | 26,3 |       |
| 5       | Solveig Toms        | 27,0 |       |
| 6       | Jadwiga Słomczewska | DNS  |       |

Półfinał 2
| Miejsce | Zawodniczka            | Czas | Uwagi |
| ------- | ---------------------- | ---- | ----- |
| 1       | Jewgienija Sieczenowa  | 25,1 | Q     |
| 2       | Marit Hemsted          | 25,7 | Q     |
| 3       | Ann-Britt Leyman       | 25,8 | Q     |
| 4       | Stanisława Walasiewicz | 26,0 |       |
| 5       | Joyce Judd             | 26,1 |       |
| 6       | Mieczysława Moder      | 26,2 |       |

### Finał
| Miejsce | Zawodniczka           | Czas |
| ------- | --------------------- | ---- |
| 1       | Jewgienija Sieczenowa | 25,4 |
| 2       | Winifred Jordan       | 25,6 |
| 3       | Léa Caurla            | 25,6 |
| 4       | Marit Hemsted         | 25,7 |
| 5       | Sylvia Cheeseman      | 25,8 |
| 6       | Ann-Britt Leyman      | 26,2 |